# Inselsee
Der Inselsee ist ein etwa 4,58 km² großer See, südlich der Stadt Güstrow im Landkreis Rostock in Mecklenburg-Vorpommern. Er verdankt seinen Namen der im Süden des Sees liegenden Schöninsel. Diese teilt den See in einen Nordteil (Güstrower Teil) und einen Südteil (Gutower See). Der Güstrower Teil ist flach, während der Gutower Teil im Durchschnitt über 6 Meter tief ist. Die Insel ist durch eine Brücke mit dem Festland verbunden, die jedoch seit 2016 gesperrt ist. Der See ist zirka 4,1 Kilometer lang und meist unter einem Kilometer breit. Der Inselsee ist bis zu 15 Meter tief.
Am Ostufer des Sees liegt der kleine Güstrower Ortsteil Heidberg und im Norden grenzt er an den Stadtteil Südstadt. Am See gibt es viele Ferienhäuser und er dient der Stadt Güstrow als Naherholungsgebiet.
Der gesamte See ist Bestandteil des FFH-Gebietes Inselsee Güstrow. Der westliche Teil des Sees liegt im Naturschutzgebiet Gutower Moor und Schöninsel.
Eine regelmäßige Regatta ist u. a. das „Silberne Beil“, für die Pirat-Klasse, das seit 1956 vom Wassersportverein Güstrow 1928 e. V. (früher BSG Lokomotive Güstrow, Sektion Segeln) und dem Sportverein „Einheit“ Güstrow, Abteilung Segeln, veranstaltet wird. Außerdem fanden auf dem Inselsee 1983 der BDS-Pokal mit der Rekordbeteiligung von 73 Booten und 2005 die „Internationale Deutsche Jugendmeisterschaft“ (IDJM) im Segeln, beide ebenfalls in der Pirat-Klasse, statt.